# Spelartrupper under Europamästerskapet i handboll för herrar 1998
Den här artikeln innehåller spelartrupper till Europamästerskapet i handboll för herrar 1998 som spelades i Italien mellan 29 maj och 7 juni 1998.

## Europamästarna -Sverige
Källa: 
- Peter Gentzel, Redbergslids IK
- Jan Stankiewicz, Runar Håndball

- Magnus Andersson, GWD Minden
- Martin Frändesjö, Redbergslids IK
- Jocum Hansson-Wigerup, Karlshamns HF
- Andreas Larsson, TBV Lemgo
- Ola Lindgren, HSG Düsseldorf
- Stefan Lövgren, Redbergslids IK
- Staffan Olsson, THW Kiel
- Johan Petersson, HSG Nordhorn
- Thomas Sivertsson, HK Drott
- Pierre Thorsson, VfL Bad Schwartau
- Ljubomir Vranjes, Redbergslids IK
- Magnus Wislander, THW Kiel

## Silver -Spanien
- David Barrufet
- Andriy Sjtjepkin
- José A. Delgado
- Talant Dujsjebajev
- Jaume Fort
- Rafael Guijosa
- Demetrio Lozano
- Alberto Martin
- Jordi Nunez
- Iosu Olalla
- Antonio Ortega
- Mariano Ortega
- Jose Luiz Perez
- Juan Perez
- Antonio Ugalde
- Alberto Urdiales

## Brons -Tyskland
- Markus Baur
- Mike Bezdicek
- Henning Fritz
- Jan Holpert
- Heiko Karrer
- Stefan Kretzschmar
- Nils Lehmann
- Holger Löhr
- Klaus-Dieter Petersen
- Martin Schwalb
- Christian Schwarzer
- Henning Siemens
- Daniel Stephan
- Bogdan Wenta
- Henning Wiechers
- Aaron Ziercke